# Provincia di Batangas
Batangas è una provincia nella regione di Calabarzon nell'isola di Luzon, arcipelago delle Filippine. Il suo capoluogo è la città di Batangas. Si dice che sia il luogo di origine della lingua tagalog.
Batangas confina con le province di Cavite e Laguna a nord, con Quezon a nord-est; il resto è tutta costa, sul Mar Cinese Meridionale nella parte più ad occidente e nella parte più centrale e orientale sui Verde Island Passages che è un braccio di mare che separa questa provincia dall'isola di Mindoro.

## Geografia antropica

### Suddivisioni amministrative
La provincia di Batangas comprende 4 città e 30 municipalità.

#### Città
- Batangas
- Lipa
- Tanauan
- Santo Tomas

#### Municipalità
- Agoncillo
- Alitagtag
- Balayan
- Balete
- Bauan
- Calaca
- Calatagan
- Cuenca
- Ibaan
- Laurel

- Lemery
- Lian
- Lobo
- Mabini
- Malvar
- Mataas na Kahoy
- Nasugbu
- Padre Garcia
- Rosario
- San Jose

- San Juan
- San Luis
- San Nicolas
- San Pascual
- Santa Teresita
- Taal
- Talisay
- Taysan
- Tingloy
- Tuy